# Gémonval
Gémonval est une commune française située dans le département du Doubs, la région culturelle et historique de Franche-Comté et la région administrative Bourgogne-Franche-Comté.
Le village est marqué par un passé minier de plus d'un siècle d'exploitation de houille entre le début du XIXe siècle et le milieu du XXe siècle.
Les habitants de Gémonval sont appelés les Gémonvalois et Gémonvaloises.

## Géographie

### Situation
La commune fait partie de la communauté de communes des Deux Vallées Vertes, au nord de l'arrondissement de Montbéliard. Elle est située dans le département du Doubs, à la limite du Haute-Saône, en région Bourgogne-Franche-Comté dans le Grand Est français. Les villes les plus proches sont Héricourt (13 km), Montbéliard (15 km), Lure (18 km) et Belfort (22 km).

### Géologie
Gémonval s'appuie sur le versant septentrional du massif du Jura. La majeure partie du territoire repose sur un sol daté du Trias supérieur et moyen). Cette zone est délimitée au sud par une fine bande du Lias qui la sépare du Jurassique moyen.
Le territoire communal repose sur le bassin houiller keupérien de Haute-Saône, riche en houille, gypse et marne irrisée.

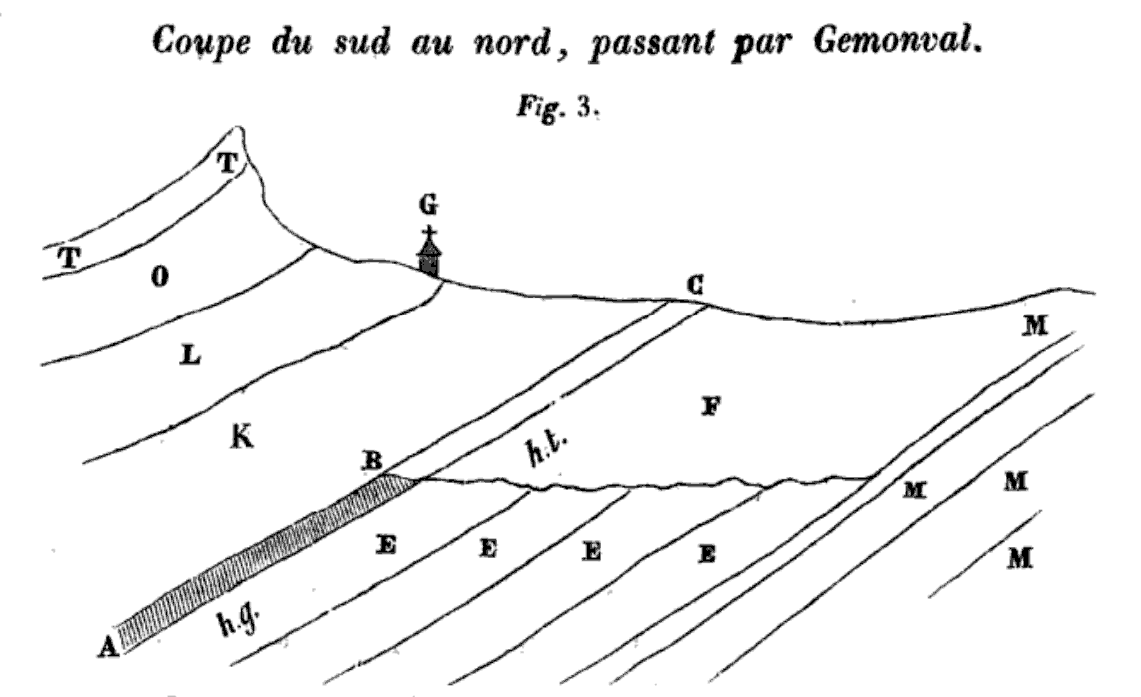
Coupe géologique de Gémonval. BC : houille tendre, AB (gris) : houille gypseuse.
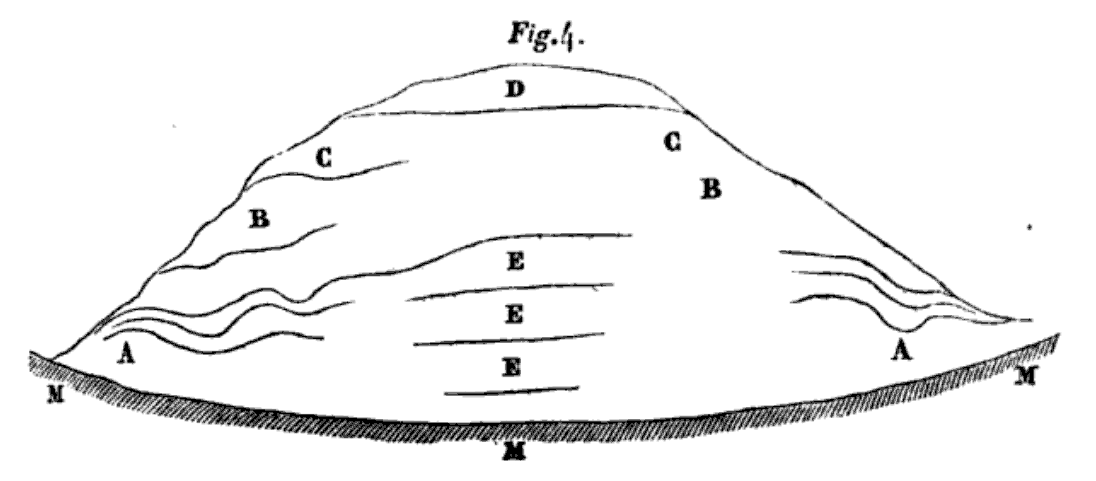
La bute gypseuse de Gémonval.
La formation du gisement de sel et de charbon du Keuper en Franche-Comté.

### Transport et voies de communications
Le réseau routier est formé des routes départementales 256 et 445. Le sentier de grande randonnée 59 qui traverse la Franche-Comté du Ballon d'Alsace à Izieu en Rhône-Alpes traverse également le territoire.

### Climat
Pour des articles plus généraux, voir Climat de la Bourgogne-Franche-Comté et Climat du Doubs.
En 2010, le climat de la commune est de type climat de montagne, selon une étude du Centre national de la recherche scientifique s'appuyant sur une série de données couvrant la période 1971-2000. En 2020, Météo-France publie une typologie des climats de la France métropolitaine dans laquelle la commune est exposée à un climat semi-continental et est dans la région climatique  Lorraine, plateau de Langres, Morvan, caractérisée par un hiver rude (1,5 °C), des vents modérés et des brouillards fréquents en automne et hiver. 
Pour la période 1971-2000, la température annuelle moyenne est de 9,9 °C, avec une amplitude thermique annuelle de 17,3 °C. Le cumul annuel moyen de précipitations est de 1 370 mm, avec 13 jours de précipitations en janvier et 10,5 jours en juillet. Pour la période 1991-2020, la température moyenne annuelle observée sur la station météorologique de Météo-France la plus proche, « Medière », sur la commune de Médière à 8 km à vol d'oiseau, est de 11,5 °C et le cumul annuel moyen de précipitations est de 1 105,2 mm. 
La température maximale relevée sur cette station est de 40,2 °C, atteinte le 24 juillet 2019 ; la température minimale est de −17 °C, atteinte le 5 février 2012,,. 
Les paramètres climatiques de la commune ont été estimés pour le milieu du siècle (2041-2070) selon différents scénarios d'émission de gaz à effet de serre à partir des nouvelles projections climatiques de référence DRIAS-2020. Ils sont consultables sur un site dédié publié par Météo-France en novembre 2022.

## Urbanisme

### Typologie
Au 1er janvier 2024, Gémonval est catégorisée commune rurale à habitat dispersé, selon la nouvelle grille communale de densité à 7 niveaux définie par l'Insee en 2022.
Elle est située hors unité urbaine. Par ailleurs la commune fait partie de l'aire d'attraction de Montbéliard, dont elle est une commune de la couronne,. Cette aire, qui regroupe 137 communes, est catégorisée dans les aires de 50 000 à moins de 200 000 habitants,.

### Occupation des sols
L'occupation des sols de la commune, telle qu'elle ressort de la base de données européenne d’occupation biophysique des sols Corine Land Cover (CLC), est marquée par l'importance des territoires agricoles (67,4 % en 2018), une proportion identique à celle de 1990 (67,4 %). La répartition détaillée en 2018 est la suivante : 
zones agricoles hétérogènes (48,3 %), forêts (31,8 %), cultures permanentes (13,3 %), prairies (4,5 %), terres arables (1,3 %), milieux à végétation arbustive et/ou herbacée (0,7 %). L'évolution de l’occupation des sols de la commune et de ses infrastructures peut être observée sur les différentes représentations cartographiques du territoire : la carte de Cassini (XVIIIe siècle), la carte d'état-major (1820-1866) et les cartes ou photos aériennes de l'IGN pour la période actuelle (1950 à aujourd'hui).

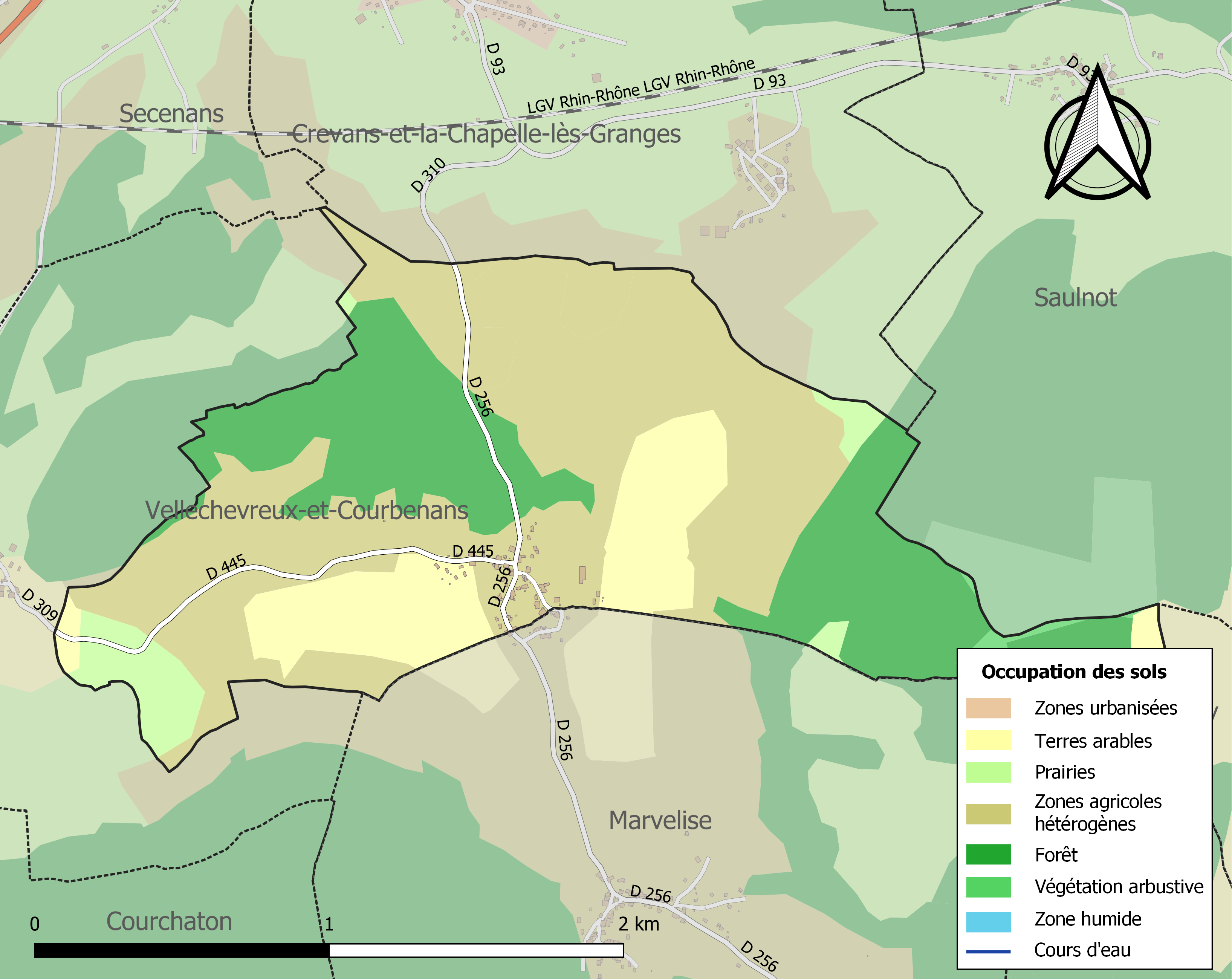
Carte des infrastructures et de l'occupation des sols de la commune en 2018 (CLC).

## Toponymie
Gemonval en 1318 ; Gemontvaulx en 1424 ; Gemonvaux en 1441.

## Histoire
Des mines de houilles sont exploitées sur la commune et aux alentours après l’accord d'une concession de 2 056 hectares le 8 octobre 1826, les mines ferment en 1847, puis sont rouvertes à plusieurs reprises pour devenir assez active dans les années 1940, juste avant leur fermeture définitive.

## Politique et administration

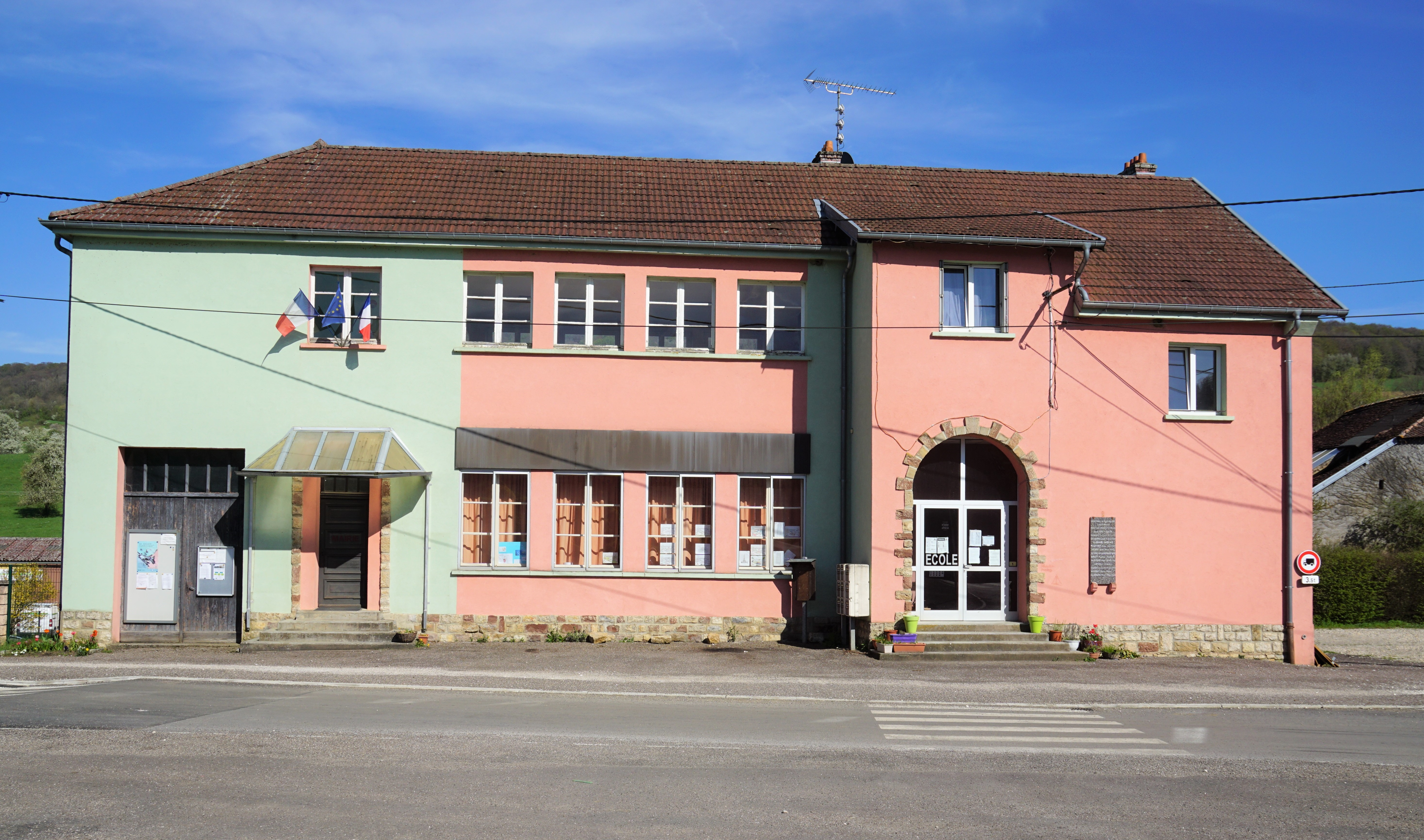
La mairie et l'école de Gémonval.

| Période                                  | Période                   | Identité         | Étiquette | Qualité                                      |
| ---------------------------------------- | ------------------------- | ---------------- | --------- | -------------------------------------------- |
| mars 1983                                | mars 2014                 | Gilles Pierrot   | DVD       |                                              |
| mars 2014                                | En cours (au 1 juin 2020) | Fabrice Vrillacq | SE        | Fonctionnaire Réélu pour le mandat 2020-2026 |
| Les données manquantes sont à compléter. |                           |                  |           |                                              |

## Démographie
L'évolution du nombre d'habitants est connue à travers les recensements de la population effectués dans la commune depuis 1793. Pour les communes de moins de 10 000 habitants, une enquête de recensement portant sur toute la population est réalisée tous les cinq ans, les populations de référence des années intermédiaires étant quant à elles estimées par interpolation ou extrapolation. Pour la commune, le premier recensement exhaustif entrant dans le cadre du nouveau dispositif a été réalisé en 2005.

En 2022, la commune comptait 82 habitants, en évolution de −2,38 % par rapport à 2016 (Doubs : +1,88 %, France hors Mayotte : +2,11 %).
| 1793 | 1800 | 1806 | 1821 | 1831 | 1836 | 1841 | 1846 | 1851 |
| ---- | ---- | ---- | ---- | ---- | ---- | ---- | ---- | ---- |
| 230  | 237  | 213  | 238  | 257  | 309  | 285  | 290  | 318  |

| 1856 | 1861 | 1866 | 1872 | 1876 | 1881 | 1886 | 1891 | 1896 |
| ---- | ---- | ---- | ---- | ---- | ---- | ---- | ---- | ---- |
| 261  | 253  | 260  | 198  | 186  | 180  | 161  | 152  | 127  |

| 1901 | 1906 | 1911 | 1921 | 1926 | 1931 | 1936 | 1946 | 1954 |
| ---- | ---- | ---- | ---- | ---- | ---- | ---- | ---- | ---- |
| 128  | 116  | 111  | 106  | 97   | 97   | 95   | 72   | 66   |

| 1962 | 1968 | 1975 | 1982 | 1990 | 1999 | 2005 | 2006 | 2010 |
| ---- | ---- | ---- | ---- | ---- | ---- | ---- | ---- | ---- |
| 76   | 92   | 75   | 86   | 100  | 75   | 88   | 89   | 80   |

| 2015 | 2020 | 2022 | - | - | - | - | - | - |
| ---- | ---- | ---- | - | - | - | - | - | - |
| 84   | 83   | 82   | - | - | - | - | - | - |

## Culture locale et patrimoine

### Lieux et monuments
- Les vestiges miniers (terrils) ;

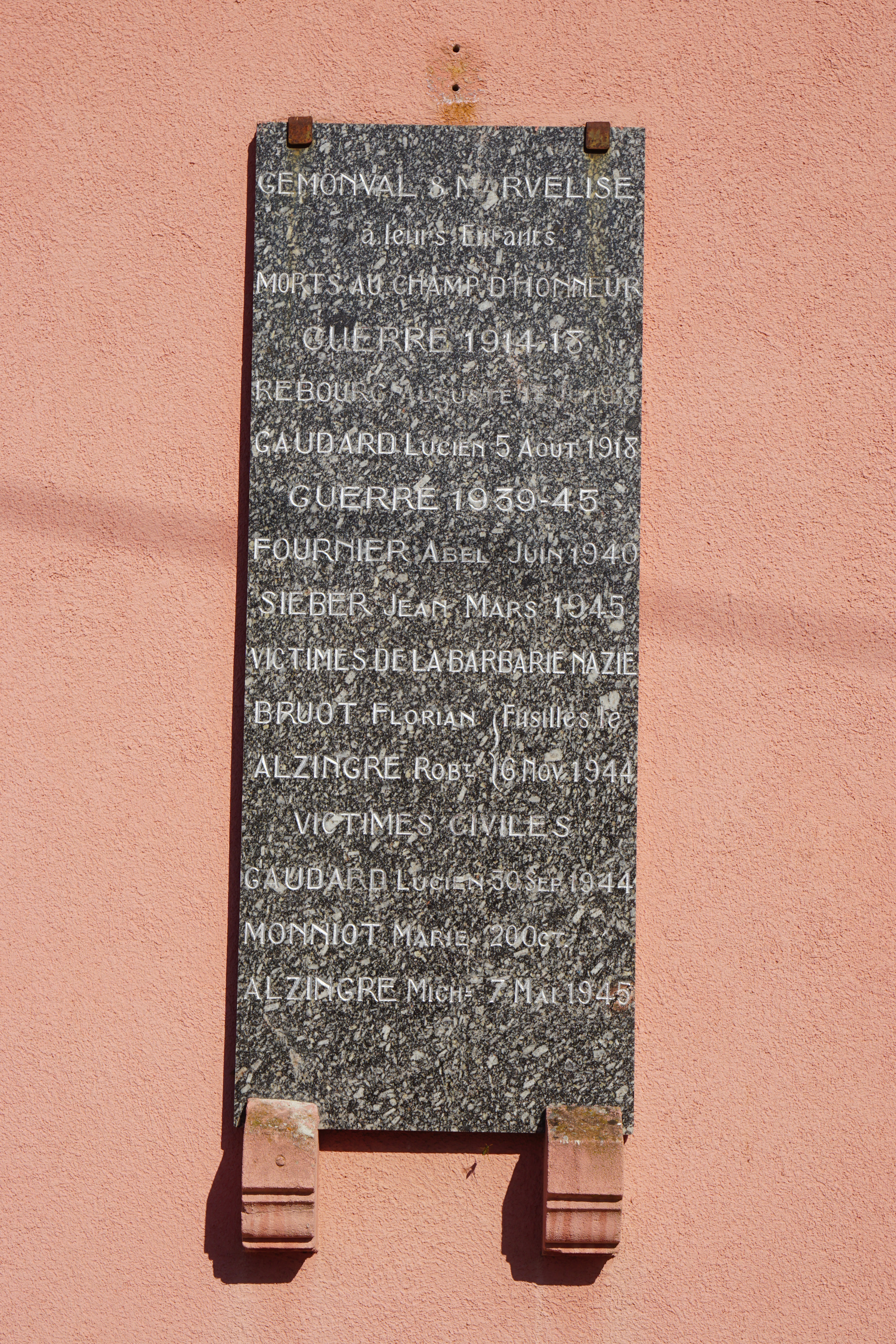
Plaque commémorative.

- Une plaque commémorative et une fontaine.

La commune a la particularité de ne pas avoir d'église.

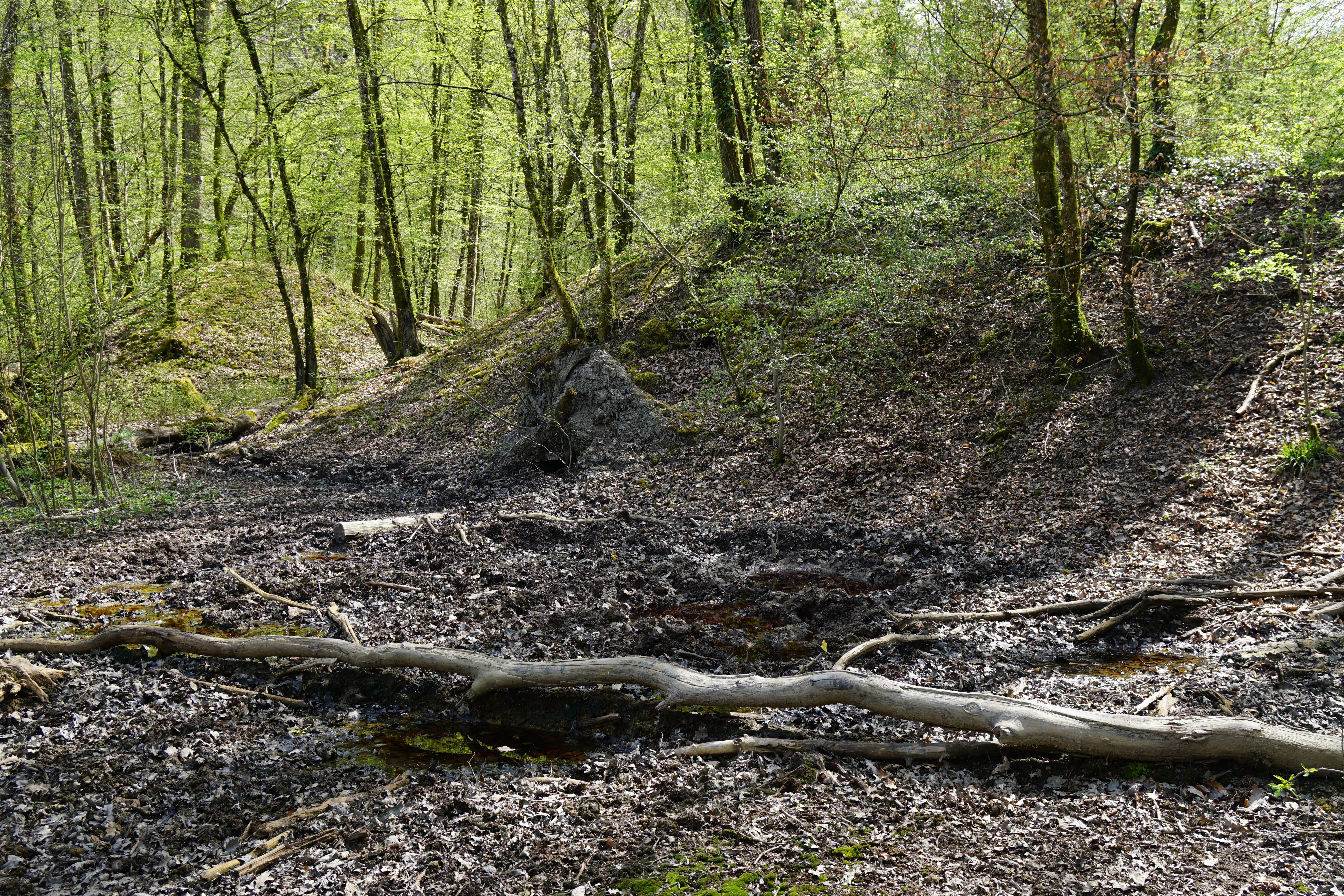
Le terril du puits de la Houillère.
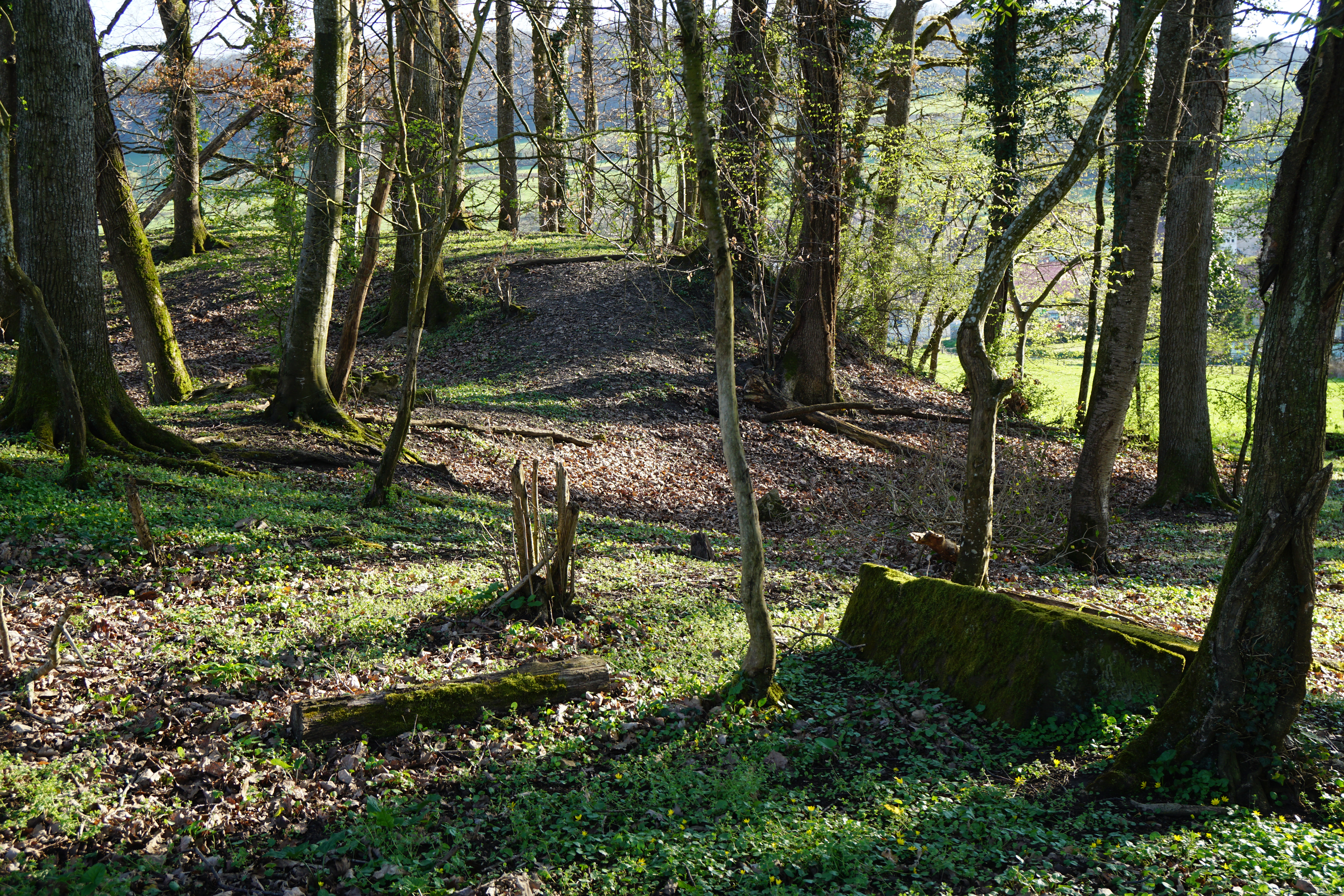
Terril du puits des Essarts.
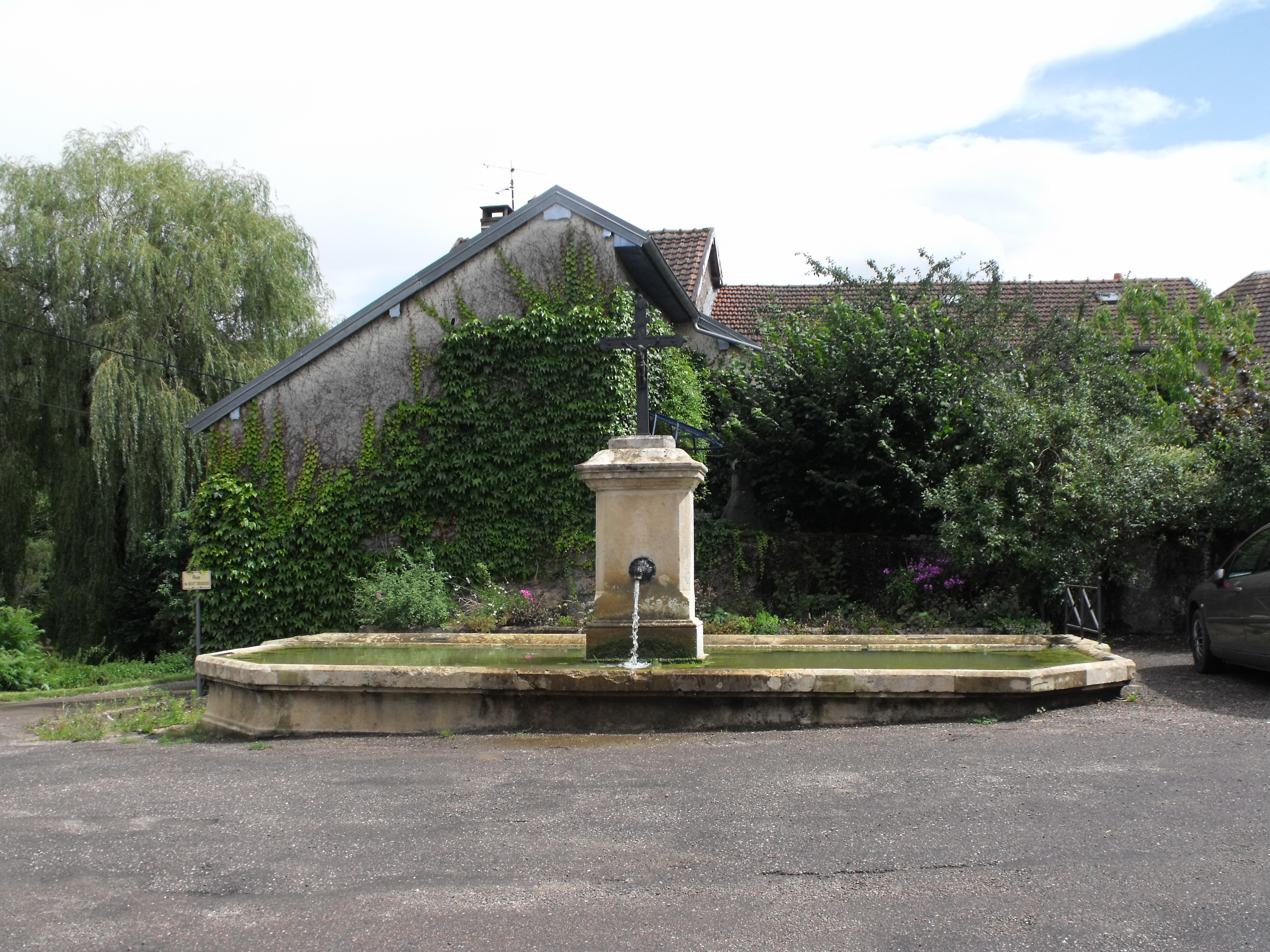
La fontaine du centre du village.